# Апология (диалог)
„Апология“ или „Апология на Сократ“ е произведение на древногръцкия философ Платон. Макар да е един от неговите диалози, Апологията се състои от три речи на Сократ, произнесени по време на процеса срещу него в атинското Народно събрание. Същински диалог има само в част от първата реч, по време на която Сократ разговаря с обвинителя си в процеса Мелет.
Произведение със същото име и тема пише и Ксенофонт, друг ученик и приятел на Сократ.

## Сюжет
„Апология“ представлява опитът на над седемдесетгодишния Сократ да се защити в съда по повдигнатите срещу него обвинения, предложението му за присъда, след като е обявен за виновен, както и коментарът му върху наложената му смъртна присъда. За разлика от други диалози на Платон, в „Апология“ преобладава монологът.

### Първа част
Това е защитната реч на Сократ. Той обобщава първото обвинение като „Сократ е злосторник, любопитна личност, която изучава нещата под земята и на небето; той представя злото като добро и преподава тези идеи на други.“
Сократ се защитава като твърди, че първата част от обвинението е несъстоятелна, тъй като той не се занимава с изучаване на природата, а втората – защото не печели пари от преподаване. Според него, репутацията му се дължи на притежаваната от него мъдрост, която смята за постижима от всеки. За свой свидетел Сократ призовава Делфийския оракул, тъй като на въпроса дали съществува по-мъдър от Сократ, оракулът е отговорил, че не съществува такъв.
Сократ разказва за изследването на отговора на оракула: с цел да провери истинността на твърдението, Сократ си поставя за цел да изпита различни хора – ако открие някой, който да е по-мъдър от него, ще се увери, че оракулът греши. При първото изпитание, Сократ осъзнава, че никой не знае нищо добро и красиво, но той (Сократ) е в по-добра позиция, тъй като е наясно, че не знае, докато другият не знае нищо, но си въобразява, че знае. С последващата поредица от изпитания Сократ си навлича омразата на мнозина, но продължава, тъй като смята, че е длъжен да го направи заради думите на Бога. Така той стига до извода, че най-изтъкнатите мъже са най-глупави. След като изобличава политиците, Сократ се насочва към поетите, които също смятат, че са мъдри, но според Сократ не са, тъй като не разбират смисъла на собствените си творения, следователно те създават не поради мъдростта си (каквато нямат), а поради своя гений и вдъхновение. Сократ изпитва и занаятчиите, които смятат, че след като притежават различни видове знание, притежават мъдрост, и решава, че предпочита да притежава мъдростта, отколкото техните познания.
Заключението на Сократ е, че единственият мъдър е Бог, който чрез Оракула казва, че мъдростта на хората е нищожна, и всъщност няма предвид конкретно Сократ, а го използва като пример, за да покаже, че най-мъдър е този, който осъзнава, че мъдростта му не струва нищо. Сократ въприема тези изследвания като дълг към Бог, заради който е занемарил обществените и личните си дела. Обществеността е настроена срещу Сократ, тъй като неговите млади последователи започват да го имитират и да изпитват по същия начин други хора, които, на свой ред, се изпълват с омраза към Сократ и започват да отправят към него вече споменатите обвинения.
Второто обвинение е, че е злосторник, който развращава младежите и не вярва в боговете на държавата, а почита свои собствени божества.
За да се защити, Сократ започва диалог с един от обвинителите си, Мелет, и изобличава противоречивите му обвинения в атеизъм и ерес. Сократ обяснява поведението си с някои от своите основни житейски убеждения, от които не смята да се откаже, дори и при смъртна опасност:
1. Достойният човек не действа въз основа на пресметливост и претегляне на шансовете си за оцеляване, а на преценката за правилно и погрешно поведение.
2. Мисията, възложена му от Бог е да изследва като философ себе и другите, а достойното поведение изисква да се подчиниш на по-добрия от теб, независимо дали е Бог или човек.
3. Търсенето на мъдрост и истина, усъвършенстването на душата са по-важни от парите, честта и репутацията.
4. Участието в публичния живот и политиката носи опасност от ненавременна смърт и безчестие.

### Втора част
Сократ е обявен за виновен. Втората част съдържа речта му преди решението за наказанието, което ще му бъде наложено. Той заявява, че се счита за невинен и че неизследвания живот не си струва да бъде живян.

### Трета част
След края на процеса Сократ говори пред част от атиняните и своите приятели. Той е осъден на смърт. Приема присъдата, но разяснява на атиняни отрицателните ѝ последствия за самите тях. Обръщайки се към приятелите си, той ги утешава като споделя, че е убеден, че следва волята на Бог, и че не се страхува от смъртта, която вероятно ще му даде възможност да продължи изследванията си сред мъртвите герои и поети. Сократ се надява синовете му да изберат неговата житейска философия.